# Златокоремен бобров плъх
Златокоремните боброви плъхове (Hydromys chrysogaster), наричани също австралийски водни плъхове, са вид дребни бозайници от семейство Мишкови (Muridae).

## Разпространение
Обитават крайбрежията на реки и езера в Австралия и Нова Гвинея.

## Описание
Достигат дължина 23 до 37 сантиметра и маса 340 до 1300 грама.

## Хранене
Хранят се с водни насекоми, риба и мекотели.